# Rucqueville
Rucqueville è un ex comune francese di 126 abitanti situato nel dipartimento del Calvados nella regione della Normandia. Dal 1º gennaio 2017 è stato accorpato ai comuni di Coulombs, Cully e Martragny per formare il comune di Moulins en Bessin, del quale costituisce comune delegato.

## Società

### Evoluzione demografica
Abitanti censiti